# Kurt König (Rennfahrer)
Kurt König (* 13. Januar 1954 in Schwabach) ist ein deutscher Unternehmer und ehemaliger Automobilrennfahrer.

## Karriere
König begann seine Karriere bei Bergrennen und fuhr einige Jahre im VW Golf Cup. 1978 wurde er bester Zweiliter-Fahrer in der Tourenwagen-EM.
Er wechselte 1978 in die Deutsche Rennsport Meisterschaft, in der er den 34. Platz im Gesamtklassement belegte. In dieser Serie blieb er bis 1982. Sein größter Erfolg war der elfte Platz in der Gesamtwertung in der Saison 1981. 1981 wurde er Vizemeister in der Deutschen Rennsport-Trophäe.
Vereinzelt startete er 1982, 1984 und 1985 in der FIA World Endurance Championship. 1981 holte er zusammen mit Peter Oberndorfer den Klassensieg in der GT-Klasse mit einem BMW M1 beim 1000-km-Rennen auf dem Nürburgring.
Ab 1984 war er als Privatfahrer mit einem BMW 635 und später mit einem BMW M3 in der DTM am Start, die bis 1985 noch Deutsche Produktionswagen-Meisterschaft hieß. In dieser Serie blieb er mit Unterbrechung von 1992 bis 1993 am Start. Mit dem Rückzug von BMW aus dieser Serie zog er sich auch aus der DTM zurück. Sein größter Erfolg war der 3. Platz in der Gesamtwertung in der Saison 1986, in der ihm auch sein einziger Sieg in dieser Serie gelang.
1987 war er auch bei einem Lauf der Tourenwagen-Weltmeisterschaft am Start. Nach der Saison 1993 beendete er seine aktive Karriere.

## Trivia
Kurt König ist verheiratet und hat zwei Kinder. König ist Geschäftsführer eines Autohauses in Schwabach.

## Statistik

### Karrierestationen
- 1978: Deutsche Rennsport-Meisterschaft (Platz 34)
- 1979: Deutsche Rennsport-Meisterschaft (Platz 38)
- 1980: Deutsche Rennsport-Meisterschaft (Platz 28)
- 1981: Deutsche Rennsport-Meisterschaft (Platz 11)
- 1981: World Championship for Drivers and Makes (Platz 342)
- 1982: Deutsche Rennsport-Meisterschaft
- 1982: FIA World Endurance Championship
- 1983: IMSA Camel GTO
- 1984: FIA World Endurance Championship
- 1984: Deutsche Produktionswagen-Meisterschaft (Platz 5)
- 1985: FIA World Endurance Championship
- 1985: Deutsche Produktionswagen-Meisterschaft (Platz 13)
- 1986: Deutsche Tourenwagen-Meisterschaft (Platz 3)
- 1986: Deutsche Tourenwagen-Meisterschaft (Platz 3)
- 1987: Tourenwagen-Weltmeisterschaft
- 1987: Deutsche Tourenwagen-Meisterschaft (Platz 7)
- 1988: Deutsche Tourenwagen-Meisterschaft (Platz 19)
- 1989: Deutsche Tourenwagen-Meisterschaft (Platz 31)
- 1990: Porsche Carrera Cup Deutschland (Platz 13)
- 1990: Deutsche Tourenwagen-Meisterschaft (Platz 24)
- 1991: Deutsche Tourenwagen-Meisterschaft
- 1993: Deutsche Tourenwagen-Meisterschaft (Platz 16)

### Le-Mans-Ergebnisse
| Jahr | Team         | Fahrzeug | Teamkollege   | Teamkollege  | Platzierung | Ausfallgrund    |
| ---- | ------------ | -------- | ------------- | ------------ | ----------- | --------------- |
| 1985 | Claude Haldi | BMW M1   | Altfrid Heger | Harald Grohs | Ausfall     | Getriebeschaden |

### Einzelergebnisse in der Sportwagen-Weltmeisterschaft
| Saison | Team             | Rennwagen          | 1   | 2   | 3   | 4   | 5   | 6   | 7   | 8   | 9   | 10  | 11  | 12  | 13  | 14  | 15  |
| ------ | ---------------- | ------------------ | --- | --- | --- | --- | --- | --- | --- | --- | --- | --- | --- | --- | --- | --- | --- |
| 1978   | Eggenberger      | BMW 320            | DAY | SEB | MUG | TAL | DIJ | SIL | NÜR | LEM | MIS | DAY | WAT | VAL | ROD |     |     |
| 1978   | Eggenberger      | BMW 320            |     |     |     | 20  |     |     |     |     |     |     |     |     |     |     |     |
| 1981   | BMW Kurt König   | BMW 3.5 CSL BMW M1 | DAY | SEB | MUG | MON | RIV | SIL | NÜR | LEM | PER | DAY | WAT | SPA | MOS | ROA | BRH |
| 1981   | BMW Kurt König   | BMW 3.5 CSL BMW M1 | DNF |     |     |     |     |     | 14  |     |     |     |     |     |     |     |     |
| 1982   | Obermeier Racing | BMW M1             | MON | SIL | NÜR | LEM | SPA | MUG | FUJ | BRH |     |     |     |     |     |     |     |
| 1982   | Obermeier Racing | BMW M1             | DNF |     |     |     |     |     |     |     |     |     |     |     |     |     |     |
| 1984   | Helmut Gall      | BMW M1             | MON | SIL | LEM | NÜR | BRH | MOS | SPA | IMO | FUJ | KYA | SAN |     |     |     |     |
| 1984   | Helmut Gall      | BMW M1             |     |     |     | 16  |     |     |     | DNF |     |     |     |     |     |     |     |
| 1985   | Vogelsang        | BMW M1             | MUG | MON | SIL | LEM | HOK | MOS | SPA | BRH | FUJ | SEL |     |     |     |     |     |
| 1985   | Vogelsang        | BMW M1             |     |     |     | DNF | 16  |     |     |     |     |     |     |     |     |     |     |